# Asami (cantante)
Asami (Tokio, Japón, 10 de julio), es una cantante y compositora japonesa, conocida por ser la vocalista de la banda femenina de power metal Lovebites.
Inició su carrera artística a la edad de dos años tomando clases de ballet clásico, para luego de 16 años de trayectoria, migrar a Estados Unidos para estudiar danza jazz y hip-hop.
Como cantante, formó parte del coro de bandas como VAMPS y Uverworld, para luego en 2016 unirse a la banda donde es la vocalista, Lovebites, con quienes hasta la fecha han lanzado cuatro álbumes de estudio, tres EPs y 5 DVDs en vivo

## Discografía

### Con Lovebites
Álbumes de estudio
- Awakening from Abyss (2017)
- Clockwork Immortality (2018)
- Electric Pentagram (2020)
- Judgement Day (2023)

EP
- The Lovebites (2017)
- Battle Against Damnation (2018)
- Glory, Glory, to the World (2021)

DVD
- Daughters of the Dawn - Live in Tokyo (2019)
- Five of a Kind - Live in Tokyo (2020)
- Awake Again – Live from Abyss (2020)
- Heavy Metal Never Dies – Live in Tokyo 2021 (2021)
- Knockin' at Heaven's Gate – Live in Tokyo 2023 (2023)